# Лахар (богиня)
Лахар — богиня из шумерской мифологии, покровительница скотоводства.
Имя Лахар — древнее заимствование из общесемитского языка, первоначальное значение — овца. Богиня как персонаж выступала персонификацией «матушки-овцы». Главный источник сведений о Лахар — миф, объясняющий её происхождение. Первоначально бог Ан на «горе небес и земли» сотворил группу божеств, которые получили название Ануннаки. После этого была создана Лахар.
Сестра Лахар — Ашнан, покровительница и дарительница зерна. Обе богини должны были приносить Ануннакам пищу, чтобы последние не испытывали голод и жажду. Новые боги пытались насытиться молоком и зерном, но не могли. По велению богов Энки и Энлиль Лахар, и Ашнан в сошли на землю и жили среди обычных людей. Это помогло, на земле с тех пор не было недостатка ни в чём. Последняя часть мифа — описание спора Ашнан и Лахар, пока они пьют вино: богини спорили, что важнее — земледелие или скотоводство. Их судьями стали Энки и Энлиль, сказавшие, что важнее земледелие, и что победительницей становится Ашнан. Жанр мифа — диалог-спор, который был популярен среди шумерских авторов.